# Самуель Тімон
Самуель Тімон (словац. Samuel Timon; *20 липня 1675, Тренчанська Турна (нині Тренчинський край, Словаччина) — †4 липня 1736, Кошиці) — єзуїт, історик словацького походження, засновник сучасної угорської та словацької історіографії, педагог, географ.

## Біографія
У 1693 вступив до ордену Товариства Ісуса в Братиславі і до 1695 проходив період послуху у Відні.
З 1695 до 1696 одночасно з навчанням, займався з учнями в Скалиці. У 1699-1702 — викладач граматики і синтаксису у Трнаві, в 1702-1704 — учитель поетики і риторики в Пряшеві. 1707-1711 викладав риторику в Трнаві, потім риторику і поезію в Буді.
У 1711-1712 — префект діалектики і моралі в віденському «Pazmaneum» (семінарії для кліриків угорських дієцезій), в 1712-1716 викладач в Трнавському університеті, де читав лекції з давньоєврейської мови, філософії, етики та фізиці. У 1717-1718 — декан філології університету в Трнава, читав курс лекцій про мораль.
Потім до 1724 викладав богослов'я в університеті міста Кошиці. Пізніше до 1726 працював в колегії Клужа.
З 1726 по 1727 виконував функції віце-ректора духовної семінарії в Ужгороді. У 1727-1736 був регентом семінару в Кошицях, де він був також хронікером, бібліотекарем і радником.
Помер в 1736 в Кошицях після тривалої важкої хвороби.

## Наукова діяльність
Тімон вважається одним із засновників сучасної угорської та словацької історіографії, що заклав основи словацької історії. Визначив місце словаків в історії Угорського королівства.
Самуель Тімон, а також кілька інших членів Товариства Ісуса, були лідерами і фактичними керівниками початкової фази словацького національного відродження.

## Праці
- Celebriorum Hungariae urbium et oppidorum topographia (1702)
- Synopsis novae chronologicae Regnorum Hungariae. I—II. (1714)

:Brevis commentarius IV. Nagyszombat (1718—1719)
Synopsis novae chronologicae Regnorum Hungariae, Croatiae, Dalmatiae etc. Pars I. et II. a nativitate S. Stephani primi regis hungarorum inchoata. Pars III. Ab anno 1458 ad 1526. perducta. Uo., 1714, 1715. (Új kiad.: Epitome chronologica… usque ad annum 1576. typis edita, nunc denuo accurate revisa, in multis correcta, aucta & usque ad annum 1736. producta. Rost Tamás SJ által. Cassoviae, 1736. és Claudiopoli, 1764)
- Tibisci Ungariae fluvii notio Vagique (1736)
- Epitome chronologica rerum Hungaricarum. Kassa 1736
- Purpura Pannonica, sive vitae et gestae S. R. E. cardinalium, qui aut in ditionibus sacrae coronae Hungaricae nati cum regibus sangvine conjuncti, aut episcopatibus Hungaricis potiti fuerunt… Tyrnaviae, 1715. (névtelenül; Cum additamentis. Cassoviae, 1745. Aucta et emendata. Claudiopoli, 1746. Skoda György SJ-nek is tulajdonították)
- Imago antiquae Hungariae, repraesentans terras, adventus res gestas gentis hunnicae. Historico genere strictim perscripta. Cassoviae, 1733. (Új kiad. Tyrnaviae, 1735; Viennae, 1754; Viennae, Pragae et Tergesti, 1762; Cassoviae, 1766, 1833) Imago novae Hungariae a második részben
- Imago novae Hungariae, repraesentans regna, provincias, banatus et comitatus ditionis hungaricae Historico genere strictim perscripta. Cassoviae, 1734. (Új kiad. Tyrnaviae, 1735; Viennae, 1754. és Viennae, Pragae, Tergesti, 1762)
- Tibisci Ungariae fluvii notio, Vagique ex parte… Cassoviae, 1735. (Új kiad. Uo., 1767)
- Opusculum theologicum, in quo quaeritur, an et qualiter possit Princeps Catholicus in ditione sua retinere haereticos, vel contra poenes eos aut exilio ad Fidem Catholicam amplectendam cogere… Tyrnaviae, 1721.